# Pedologie

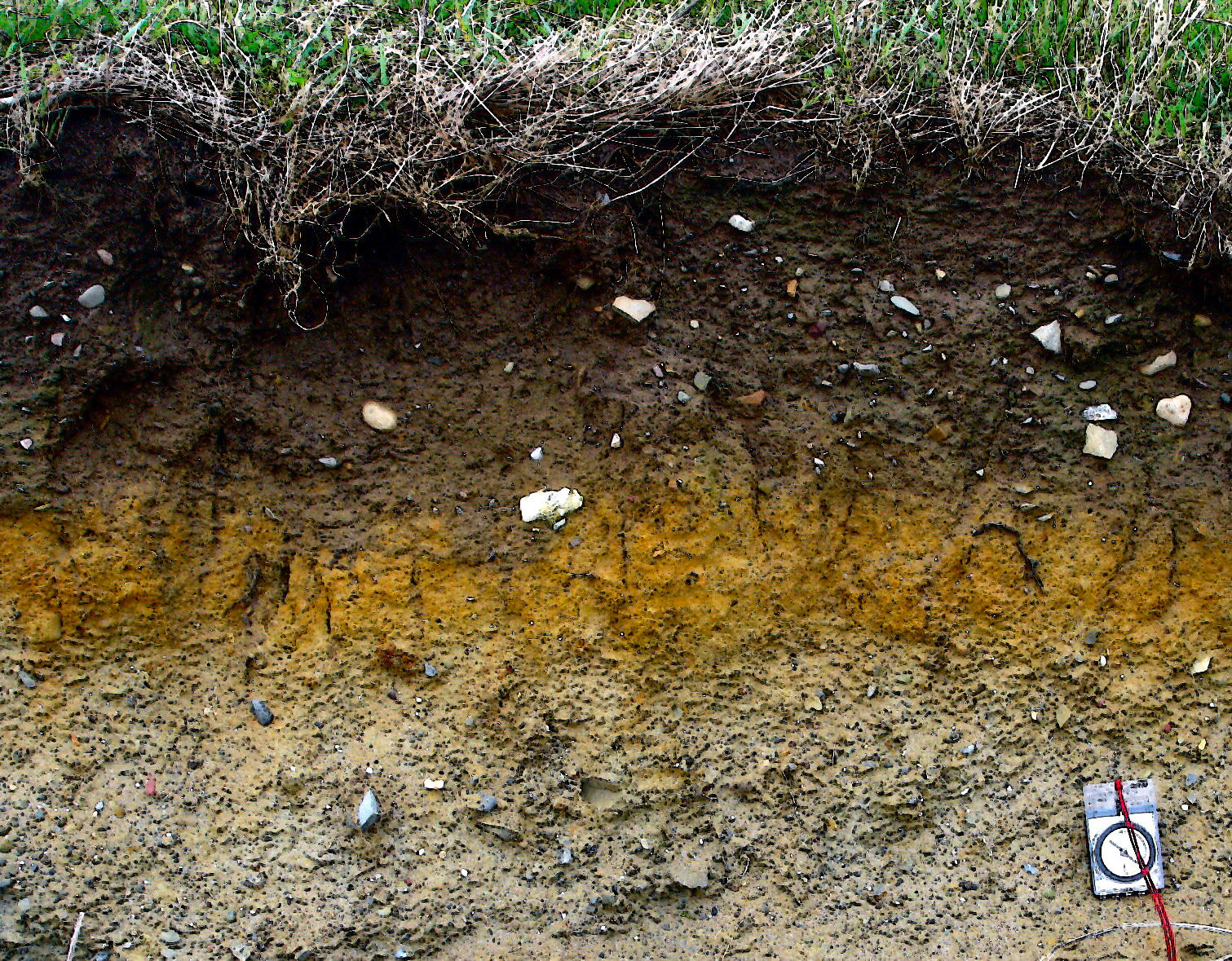
Půdní profil

Pedologie (česky půdoznalství) je nauka, která si klade za cíl objasnit genezi půd a charakterizovat její vlastnosti, stanovit klasifikační systém, zpracovat rozšíření půdních jednotek na zemském povrchu, jakož i určit možnosti hospodářského využití půd. Moderní pedologie zaměřuje značnou část svého úsilí na predikci změn v půdách, které nastávají v souvislosti s jejich užíváním člověkem či dalšími důsledky jeho činnosti. V případě, že jde o změny negativní (viz degradace půd), snaží se aplikované vědy odvozené z pedologie tyto změny omezit či jim předcházet. Dalším cílem aplikovaných pedologických věd je vývoj metod, které by cíleně zvyšovaly kvalitu půd pro jejich zemědělské využití.

## Historie
Věda o půdách (sloužících k obživě už od neolitu) se začala formovat teprve na sklonku 18. století. Odlišnosti půd se pokusili postihnout již první zakladatelé oboru, kterými byli geologové, geografové, geochemici a inženýři, např. Julius Hilgard (1825–1891), Ferdinand von Richthofen (1833–1905), a především zakladatel vědeckého genetického půdoznalství Vasilij Vasiljevič Dokučajev (1846–1903). Bouřlivým rozvojem prošel tento obor teprve až ve 20. století.

## Dílčí pedologické vědy
Pedologii lze dále členit od dílčích směrů, jež využívají poznatků z jiných věd.

### Obecná pedologie
- pedofyzika
- pedochemie
- pedomineralogie
- pedobiologie
- pedogeografie
- půdní genetika
- paleopedologie

### Aplikovaná pedologie
- agropedologie (zemědělská pedologie)
- lesnická pedologie
- pedologie v archeologii

## Význační pedologové
- Olivier de Serres
- Bernard Palissy
- Vasilij Vasiljevič Dokučajev
- Eugene W. Hilgard
- Hans Jenny
- Marek Plašil
- Ondrej Kožuch